# Марциус, Карл Фридрих Филипп фон
Карл Фри́дрих Фили́пп фон Ма́рциус (нем. Carl Friedrich Philipp von Martius; 17 апреля 1794, Эрланген — 13 декабря 1868, Мюнхен) — немецкий натуралист, ботаник и этнограф.

## Биография
В 1814 году он получил учёную степень, а в 1817 совершил путешествие в Южную Америку. В 1817—1818 годах совместно с Иоганном Спиксом исследовал бассейны рек Сан-Франсиску и Парнаиба, долину Амазонки от 70° западной долготы до устья и реку Жапура.
В 1820 году он возвратился в Германию и стал смотрителем ботанического сада Нимфенбург. С 1826 года он профессор ботаники в университете. В 1832 году занял пост директора ботанического сада. Главное внимание в своих работах он посвятил изучению Бразилии.
Ему принадлежала обширная коллекция образцов растений. Вернувшись из Южной Америки, он привёз 12 000 образцов, которые вошли в его гербарий. На момент смерти коллекция состояла из 300 000 экземпляров, представляющих 65 000 видов со всего мира. Гербарий являлся одной из крупнейших частных коллекций своего времени. Бельгийское правительство приобрело гербарий в 1870 году.

## Семья
В 1823 году Марциус вступил в брак с Франциской Штенгель, писательницей. Его сын, Карл Александр фон Мартиус (1838—1920) был успешным химиком, известным как один из основателей крупной компании — производителя фотоматериалов Agfa-Gevaert.

## Почести
В честь Марциуса назван род растений Martiodendron Gleason из семейства Бобовые (Fabaceae).
С 1834 года Марциус был иностранным членом-корреспондентом Петербургской Академии наук.

## Основные работы
- Flora cryptogamica erlangensis, 1817
- Nova Genera et Species Plantarum Brasiliensium, в 3 томах, 1823—1832
- Palmarum familia ejusque genera denuo illustrata, 1824
- Icones selectae Plantarum Cryptogamicarum Brasiliensium, 1827
- Hortus regius monacensis, 1829 (совместно с нем. Franz von Paula Schrank)
- Flora Brasiliensis, начата в 1840 году, к 1906 году было издано 15 томов